# Dave Navarro
Pour les articles homonymes, voir Navarro (homonymie).
Dave Navarro, né David Michael Navarro le 7 juin 1967 à Santa Monica, en Californie, est un guitariste américain. Il est connu pour avoir joué dans les groupes de rock Jane's Addiction, Deconstruction, Red Hot Chili Peppers et The Panic Channel.

## Biographie
Ses parents James Raul Navarro et Constance "Connie" Hopkins divorcent alors qu'il n'a que sept ans. Navarro a un demi-frère et une demi-sœur qui ont 27 et 31 ans de moins que lui. Son grand-père était un immigrant clandestin mexicain.
Alors qu'il a 15 ans, sa mère est assassinée. Le meurtrier est arrêté de nombreuses années plus tard après que Dave Navarro a participé à l'émission de télévision America's Most Wanted, grâce à laquelle il a pu obtenir des informations de la part d'un téléspectateur.
Navarro commence à jouer de la guitare à l'âge de 12 ans et forme son premier groupe South Dakota Railroad. Au lycée, il fonde avec Stephen Perkins à la batterie et Rico Quevedo à la basse et au chant le groupe Dizaztre. Il rejoint le groupe Jane's Addiction en 1986, avec Perry Farrell au chant, Avery à la basse et Perkins à la batterie. Le groupe se fait connaître dans le milieu du rock alternatif. Toutefois, des tensions entre les membres du groupe entraînent la séparation en 1991.
Navarro forme ensuite le groupe Deconstruction avec Avery à la basse et au chant et Michael Murphy à la batterie, le groupe sort un album avant de se dissoudre. Ensuite, Dave Navarro rejoint le groupe Red Hot Chili Peppers à qui il manque un guitariste depuis le départ de John Frusciante durant la tournée mondiale du groupe californien.
En 1995, Navarro enregistre son unique album avec les Red Hot Chili Peppers, One Hot Minute. Cet album est critiqué après le précédent, Blood Sugar Sex Magik, mais la plupart des fans du groupe apprécient cet album notamment pour sa richesse technique et sonore. L'album conquiert un nouveau public par son caractère accessible.[réf. nécessaire] Durant cette période il est invité avec Flea, bassiste des Red Hot Chili Peppers, à jouer sur l'album Jagged Little Pill d'Alanis Morissette. Navarro quitte les Red Hot Chili Peppers en 1998. Le guitariste se consacre à son projet solo, Spread, qui n'aboutit pas faute de label disposé à publier l'album, mais la plupart des chansons enregistrées à cette occasion seront réutilisées pour son album solo sorti en 2001, Trust No One.
En 1997, 1999 et 2001, le groupe Jane's Addiction se reforme pour quelques spectacles avec Flea puis Martyn LeNoble remplaçant Avery à la basse.
En 1998, Marilyn Manson lui demande de jouer un solo de guitare sur la chanson I Don't Like The Drugs (But The Drugs Like Me) que l'on retrouve sur l'album Mechanical Animals. À partir de 2002, il fonde avec d'autres célébrités un "groupe de reprises" basé à Los Angeles : Camp Freddy.
En 2001 il fait une apparition à la fin de l'épisode 5 de la saison 4 de Charmed. Il y joue avec son groupe dans le bar de l'une des sœurs Halliwell.
En 2002, les membres de Jane's Addiction se réunissent à nouveau pour enregistrer un nouvel album, c'est désormais Chris Chaney le bassiste. Après la sortie en 2003 de l'album Strays, le groupe se dissout une fois de plus jusqu'au milieu de l'année 2004, où Navarro forme alors un nouveau groupe appelé The Panic Channel avec Perkins, Chaney et le chanteur Steve Isaacs.
En dehors du domaine musical, Navarro a également fait deux apparitions dans des films, Floundering en 1994 et Uptown Girls en 2003, ainsi qu'un rôle de « méchant tatoué » dans la série télévisée Le Flic de Shanghaï. 
Il apparaît aussi dans la série télévisée Les Frères Scott (One Tree Hill), dans l'épisode 12 de la saison 8 tourné en 2010. Il y joue son propre rôle, en tant que membre du groupe Jane's Addiction, car on peut y voir une affiche de leur concert et une femme : la belle-mère de Brooke, portant le tee-shirt promotionnel de la tournée du groupe avec les dates inscrites au dos. Tee-shirt réédité pour les besoins de la série, mais le groupe était bien en tournée à ce moment-là. Ils ont aussi fait une série de concerts en 2011 et 2012. Dave apparaît également dans les épisodes 12 et 13 de la saison 5 ainsi que les épisodes 1 et 2 de la saison 6 de Sons of Anarchy, diffusée aux États-Unis.
Il s'est marié 3 fois et a divorcé 3 fois : Tania Goddard-Saylor, maquilleuse (Juin 1990 – 1992), Rhian Gittins (15 octobre 1994 – 20 octobre 1994), et l'actrice et modèle, Carmen Electra (22 novembre 2003 – 20 février 2007).
Le 23 avril 2008, Eric Avery rejoint Jane's Addiction à la basse, après 17 ans d'absence.
Il a aussi réalisé un film pour adultes, Broken avec Sasha Grey, en tant que réalisateur.
Il est depuis le 27 janvier 2012 l'animateur d'Ink Master, une émission où des tatoueurs sont en compétition. L'émission est diffusée sur la chaîne américaine Spike TV.
Dave Navarro a joué dans New York, unité spéciale dans l'épisode Compte sur moi... (saison 14, épisode 16) dans le rôle de Ferrari, un ingénieur du son.

## Guitares
Dave Navarro joue principalement sur des guitares à micros double-bobinage, notamment des Ibanez et des Les Paul.
Pendant son passage au sein des Red Hot Chili Peppers, il joue beaucoup sur Fender Stratocaster afin de s'adapter à la sonorité du groupe.
Depuis quelques années, il utilise la marque Paul Reed Smith dont il possède un modèle signature.
Il possède également une série signature en électro-acoustique chez Yamaha avec laquelle il joue également (sa première guitare fut d'ailleurs une Yamaha).
Epiphone (Gibson) vient de lui consacrer un modèle signature « Jane ».

## Discographie

### En solo
- Spread (1997)
- Trust No One (2001)

### Avec The Panic Channel
- ONe (2006)

### Avec Jane's Addiction
- Albums studio
  - Nothing's Shocking (1988)
  - Ritual de lo Habitual (1990)
  - Strays (2003)
  - The Great Escape Artist (2011)
- Autres
  - Jane's Addiction (live à Los Angeles) (1987)
  - Live and Rare (1991)
  - Kettle Whistle (1997)
  - Live '86: The First Recording (1997)

### Avec Deconstruction
- Deconstruction (1994)

### Avec Red Hot Chili Peppers
- One Hot Minute (1995)
- I Found Out (1995) Reprise de John Lennon sur "Working Class Hero - a tribute to John Lennon"